# Glockturmkamm

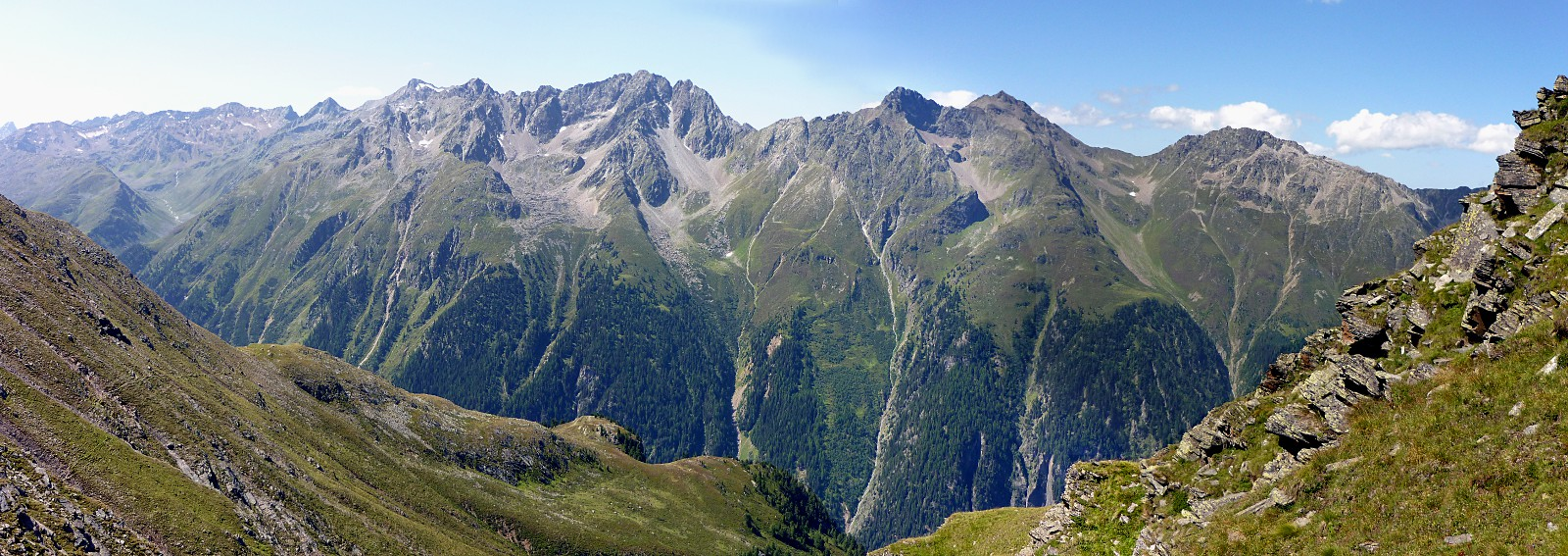
Panorama des Glockturmkammes vom Mooskopf, Kaunergrat

Der Glockturmkamm ist ein etwa 20 Kilometer langer Gebirgskamm im österreichischen Bundesland Tirol und zu kleinen Teilen im italienischen Südtirol. Er verläuft in Nord-Süd-Richtung, parallel zu den östlich liegenden Kaunergrat und Geigenkamm und gehört ebenso wie diese zu den Ötztaler Alpen. Im Vergleich zum Kaunergrat und Geigenkamm ist der Glockturmkamm weniger vergletschert.

## Lage und Begrenzung
Begrenzt wird er im Osten durch das Kaunertal, im Nordwesten durch das Oberinntal und im Westen durch das Radurschltal. Im Norden läuft der Kamm am Mittagskopf bei Fendels (1352 m ü. A.) ins Oberinntal aus. Im Süden endet der Glockturmkamm am Weißseejoch, auf 2960 m ü. A. Höhe am Alpenhauptkamm gelegen. Auf Südtiroler Seite schließt sich das Langtauferer Tal an. Einige wenige Gletscher sind im Gebiet des Glockturmkamms nur im Süden zu finden.

## Gipfel (Auswahl)
Von Norden nach Süden gewinnt der Kamm an Höhe. Als nördlichster bedeutender Gipfel gilt der Rote Schrofen mit einer Höhe von 2702 m ü. A. Etwa drei Kilometer südlich folgt die 2916 m hohe Feichtener Karlspitze, südwestlich oberhalb von Feichten im Kaunertal, dann, als erster Dreitausender, die 3001 m hohe Äußere Rifekarspitze. Am Pfroslkopf erreicht der Glockturmkamm die Höhe 3148 m, um dann leicht mit der Vorderen Gebhardspitze (3114 m) und der Rotschragenspitze (3112 m) wieder an Höhe zu verlieren. Im Glockturm schließlich erreicht der Kamm seinen höchsten Punkt mit 3353 m.
Eine vollständige Liste aller Dreitausender im Glockturmkamm findet sich in der Liste der Dreitausender im Glockturmkamm.

## Bergbau
Am westlichen Rand des Glockturmkamms, südöstlich oberhalb von Tösens im Bergler- und Platzertal, wurde von 1539 bis 1610 ein Erzbergbau auf Blei und Silber in einer Höhe von über 2800 Metern betrieben. Durch das Vorrücken des Bergler Ferners in der sogenannten Kleinen Eiszeit wurde der Abbau jedoch bis ins 19. Jahrhundert hinein unterbunden. 1858 bis 1910 nahm man, mit Unterbrechungen, die Förderung des Erzes wieder auf, wobei wirtschaftliche Faktoren, wie der Marktpreis für Silber und Blei, immer eine Rolle spielten.

## Touristische Erschließung
Als Stützpunkte für alpine Touren können drei Alpenvereinshütten dienen. Im Süden des Gebietes liegen das Hohenzollernhaus und das Gepatschhaus, im Norden die Anton-Renk-Hütte. Wanderwege, die den Kamm queren, gibt es am Roten Schrofen und an der Feichtener Karlspitze. Eine Nordwest-Südost-Querung ist über die Rifekarscharte (östlich der Äußeren Rifekarspitze) möglich. Am Rotschragenjoch, nördlich vom Glockturm, ist ein letzter Übergang in Ost-westlicher Richtung möglich.